# Pâleur

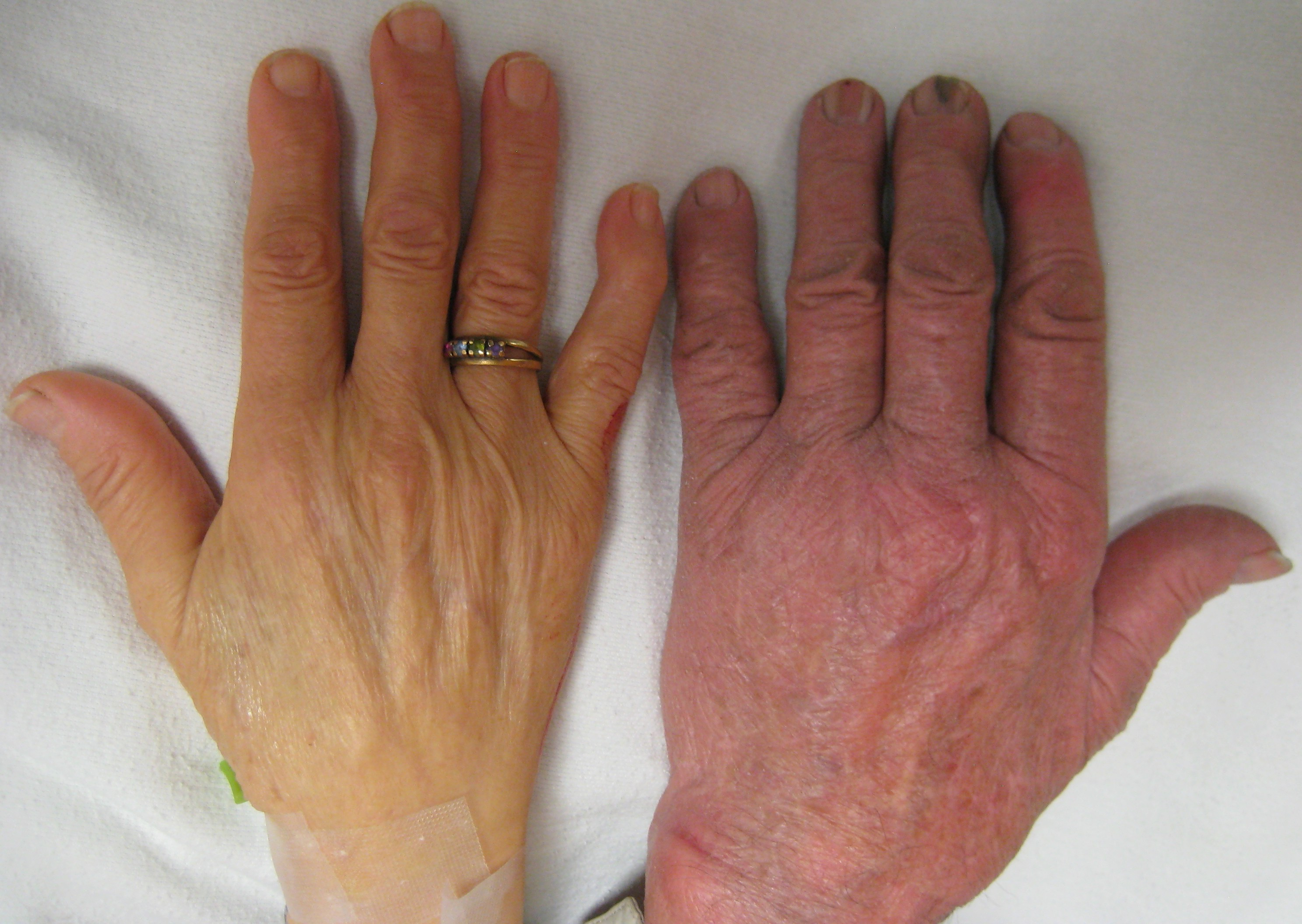
Une main présentant une pâleur due à l'anémie (à gauche, main avec une bague) à côté d'une main non pâle.

La pâleur est une couleur pâle de la peau ou des muqueuses pouvant être causée par une maladie, un choc émotionnel ou stress, une stimulation, manque d'exposition à la lumière du soleil, anémie ou génétique, et due à un taux réduit d'oxyhémoglobine. La pâleur est plus exposée sur le visage et sur la paume des mains. Cela peut se développer soudainement ou au fur et à mesure, en fonction la cause.
La pâleur n'est significativement pas clinique à moins qu'elle ne soit généralisée (lèvres, langue, paumes, bouche et autres régions muqueuses). Elle est distinguée par des symptômes similaires tels que l'hypopigmentation (perte du pigment de la peau).

## Causes possibles
- Maux de tête intense ou migraine
- Génétique naturelle
- estradiol et/ou estrone élevés
- Manque de vitamine D
- Manque de bronzage
- Perte de poids
- Ostéoporose
- Réponse émotionnelle due à la peur, l'embarras, deuil
- Anémie, à cause d'une perte de sang, manque de nutrition, ou maladie similaire comme la drépanocytose
- Collapsus, urgence médicale causée par une maladie ou blessure
- Gelure
- Cancer
- Hypoglycémie
- Leucémie
- Albinisme
- Peur panique
- Maladie cardiaque
- Hypothyroïdie
- Hypopituitarisme
- Scorbut
- Tuberculose
- Agrypnie
- dépression
- Phéochromocytome
- Hautes doses ou utilisation chronique d'amphétamines[1]
- Réaction à l'éthanol et/ou autres drogues comme le cannabis
- Saturnisme